# Afoxé (samba-enredo)
Afoxé é um  samba-enredo composto por Heraldo Faria e João Belém, desenvolvido pelo carnavalesco Carlos Alberto da Costa em 1979, com o qual o Acadêmicos do Cubango conquistou seu 13º título no carnaval de Niterói. O samba foi reeditado pela escola em 2009 no carnaval carioca para comemorar o cinquentenário da agremiação. Diferente da apresentação original, o tema foi desenvolvido por dois carnavalescos, Sérgio Silva e Léo Morais, e com novo título: Afoxé é Ritmo, é Ritual, é Festa, Afoxé é Carnaval. Trinta anos depois de sua apresentação original, Afoxé deu um novo campeonato para o Cubango: o do Grupo Rio de Janeiro 1, empatado com a Unidos de Padre Miguel.